# Guatemala
Guatemala ([gu̯ateˈmaːla], offiziell Republik Guatemala, spanisch República de Guatemala), südlich der Halbinsel Yucatán gelegen, ist der bevölkerungsreichste Staat Zentralamerikas. Guatemala grenzt an zwei Ozeane – den Pazifik im Westen und das zum Atlantik gehörige Karibische Meer im Osten – sowie an vier Nachbarstaaten: Mexiko im Norden, Belize im Nordosten, Honduras im Südosten und El Salvador im Süden.
In den 2010er Jahren entwickelte sich das Land unter mehreren rechtsgerichteten Staatschefs von einer bereits stark angeschlagenen Demokratie immer weiter in Richtung Diktatur. Vor allem seit 2020, mit der Machtübernahme durch Präsident Alejandro Giammattei als Präsident nahmen die Probleme zu. So wurden beispielsweise Journalisten politisch inhaftiert, Richter angeklagt, die Korruption verurteilen. Obwohl zur Präsidentschaftswahl 2023 mehrere aussichtsreiche Gegenkandidaten nicht zugelassen wurden, wurde der sozialliberale Oppositionskandidat Bernardo Arévalo zum Präsidenten gewählt und 2024 vereidigt.

## Geographie

### Lage
Guatemala liegt in Zentralamerika auf 15° 30′ Nord, 90° 15′ West. Damit befindet sich auch der geographische Mittelpunkt des amerikanischen Doppelkontinents in Guatemala, genauer in der Stadt Cuilapa. Die Fläche des Staates entspricht in etwa der Fläche der neuen Bundesländer in Deutschland.
Es grenzt im Norden an Mexiko (962 km gemeinsame Grenze), im Osten an Belize (266 km), im Südosten an Honduras (256 km) und im Süden an El Salvador (203 km). Die Gesamtlänge der Grenze beträgt somit 1687 Kilometer.

### Geomorphologie
Die Region an der Pazifikküste wird als Costa Sur (Südküste) bezeichnet. Es handelt sich um einen 40 bis 50 Kilometer breiten, rund 240 Kilometer langen Flachland-Streifen, dessen natürliche Vegetation von Trockenwald geprägt ist. Die Küstenlinie ist kaum strukturiert und weist nur sehr vereinzelt Nehrungen auf. Der Strand besteht hauptsächlich aus schwarzem Sand. Die Küstenlandschaft besteht im Wesentlichen aus Schwemmland, das sich aus den Ablagerungen der Flüsse gebildet hat.
An die Küstenregion schließt sich nördlich der schmale, höher gelegene Boca Costa an. Auch dort sind die Böden sandig. Das Gelände weist mitunter extreme Höhenunterschiede auf kurzer Entfernung auf und ist von Nebelwald bedeckt.
Das zentrale Hochland, der Altiplano de Guatemala, macht rund ein Viertel der Landesfläche aus, erreicht eine Breite von 100 bis 150 Kilometern und ist von mehreren von Nordwest nach Südost verlaufenden Gebirgsketten geprägt, unter anderem von der Sierra Madre de Chiapas im Süden und der Sierra de los Cuchumatanes im Norden des Hochlands. Teil der Sierra Madre de Chiapas ist eine Vulkankette. In ihrem Westen befindet sich einer der höchsten Vulkane Mittelamerikas, der Tajumulco. Mit seinen 4220 m überragt er das Hochland von Guatemala. In Richtung Osten nimmt die Höhe der Vulkane ab. Es handelt sich in der Mehrheit um vergleichsweise junge Schichtvulkane, die durch das Aufeinandertreffen von Cocosplatte, Karibischer und Nordamerikanischer Platte entstehen. Siehe hierzu auch Liste von Vulkanen in Guatemala. Das übrige Hochland liegt meist auf 1500 bis 3000 Metern Höhe. Der Untergrund setzt sich vor allem aus Granit und Schiefer sowie geologisch alten Kalk- und Sandsteinen aus dem Paläozoikum sowie deren Verwitterungsprodukten zusammen. Das Hochland ist von Grasflächen des Páramo und von Bergregenwald bedeckt. Der Altiplano ist die bevölkerungsreichste Region Guatemalas; unter anderem befinden sich dort die Hauptstadt und die nächstgrößten Städte, die meist in klimatisch günstigen Tälern angelegt sind.
Das Gebiet östlich und nordöstlich der Hauptstadt bis an den Izabal-See und die Grenze zu Honduras und El Salvador wird als Oriente bezeichnet. Es handelt sich um ein überwiegend trockenes Gebiet. Der Páramo geht teilweise in Dornstrauchsavanne über. Lediglich am Motagua-Fluss erstreckt sich eine fruchtbare Ackerbau-Region.
Im Nordosten des Landes um den Izabal-See herum und an der Karibikküste sind dagegen von reichlich Niederschlägen und tropischem Regenwald geprägt.
Die Regionen nördlich des zentralen Hochlands weisen gemäßigtes Klima, hohe Niederschlagsmengen und Übergänge zwischen tropischem Regenwald, Nebelwald und Berg-Regenwald auf. Die Landschaft ist vielerorts von stark verkarstetem Kalkgestein geprägt.
Der nördlichste Landesteil, Petén, ist Tiefland mit fast durchgehendem tropischen Regenwald. Lediglich an der Grenze zu Belize gibt es eine größere Kiefernsavanne. Die Geologie ist von der teilweise verkarsteten Kalktafel der Halbinsel Yucatán geprägt. Die Region macht den größten Teil der Landesfläche aus, ist aber nur dünn besiedelt.

### Klima
Der flache und fruchtbare Küstenstreifen am Pazifik hat durchgehend feuchttropisches Klima, die größten Regenmengen mit bis zu 5000 Millimetern im Jahr gehen allerdings an der Karibikküste sowie über dem Petén im Norden nieder. Prägende Luftströmung und wichtigste Regenquelle ist der Nordostpassat.
Das Hochland ist von sehr unterschiedlichen Klimazonen geprägt. Wegen seiner Lage zwischen 1300 und 1800 Metern über dem Meer herrscht fast das ganze Jahr über ein mildes Klima mit Tagestemperaturen zwischen 18 und 28 Grad Celsius. In höheren Lagen kann die Lufttemperatur vor allem im Januar und Februar stark sinken. Darüber hinaus beginnt in den Bergen jedes Jahr Anfang Mai eine ausgeprägte Regenzeit mit täglichen, intensiven Regenfällen. Die Regenzeit endet im Oktober. Da die Passatwolken im Wesentlichen im Nordstau des Hochlands abregnen, sind in den höhergelegenen Regionen des Altiplano lediglich 600 bis 1500 Millimeter Regen im Jahr zu verzeichnen.
An beiden Küsten sowie im Petén erreicht die mittlere Jahrestemperatur mit 26 Grad Celsius den Höchstwert. Im westlichen Altiplano werden mit knapp unter 15 Grad die niedrigsten Durchschnittstemperaturen erreicht.
Im Oktober 2005 sorgte der Hurrikan Stan vielerorts für Überschwemmungen und Schlammlawinen. Laut Weltrisikobericht 2021 liegt Guatemala auf Rang 10 der Länder mit dem weltweit höchsten Katastrophenrisiko.

### Flora und Fauna
Rund 35 Prozent der Landesfläche sind von Wald bedeckt, 45,4 Prozent davon werden bewirtschaftet (Stand 2006). Die übrige Waldfläche steht unter Naturschutz. Größtes Schutzgebiet ist das Maya-Biosphärenreservat im Norden des Landes. Der Naturschutz wird allerdings in allen Landesteilen chronisch missachtet, sodass ein zunehmender Waldverlust zu verzeichnen ist.
Der nördliche Teil des Landes ist größtenteils von tropischem Regenwald bedeckt. Der zentrale Landesteil besteht hingegen wegen der starken Trockenheit und großer Höhe aus Kiefernsavanne, während die Gebirgsseiten hauptsächlich tropische Berg- und Nebelwälder aufweisen. Die Binnenhochländer sind trockener und verfügen über typische Savannenvegetation mit Grasfluren und einzelnen Bäumen sowie an gewissen Stellen auch Mischwälder aus Kiefern und Eichen. Das Tiefland an der Küste des Pazifiks ist im Osten mit Trockenwald, im Westen mit tropischem Feuchtwald bewachsen, während das Tiefland am Karibischen Meer auch tropischen Feuchtwald aufweist. An den Küsten sind auch kleine Mangrovenwälder vorhanden.
Vor allem in den bewaldeten Tiefländern gibt es eine reiche Artenvielfalt. Obwohl seltener geworden, findet man Affen und Tapire genauso wie Ozelots, Jaguare und Nabelschweine. Unter den Reptilien des Regenwalds sind insbesondere zahlreiche Schlangenarten sowie Krokodile und Leguane hervorzuheben. Auch gibt es in den Regenwäldern zahlreiche Vogelarten. Zum Beispiel ist der etwa 35 cm große Quetzal – das Wappentier von Guatemala – mit seinen grün schillernden Federn, die bis zu einem Meter lang werden können, einer der farbenprächtigsten Vögel des tropischen Regenwalds.

### Städte
Im Jahr 2023 lebten 53 Prozent der Einwohner Guatemalas in Städten. Das Hochland ist das kulturelle und bevölkerungsreichste Zentrum Guatemalas. In einem tiefergelegenen Teil dieser Hochlandregion liegt die heutige Hauptstadt Guatemala-Stadt. Die wichtigsten Städte haben folgende Einwohnerzahlen (Stand 1. Oktober 2013):
- Guatemala-Stadt 1.125.000
- Villa Nueva 720.000
- Mixco 700.000
- Quetzaltenango 165.000
- Chinautla 155.000
- Huehuetenango 150.000
- Escuintla 150.000
- Chimaltenango 145.000
- Petapa 132.000
- San Juan Sacatepéquez 113.000
- Villa Canales 104.000
- Amatitlán 102.000
- Santa Lucía Cotzumalguapa 101.000
- Puerto Barrios 78.000
- Cobán 68.000
- Chichicastenango 67.000
- San Pedro Sacatepéquez 65.000
- Jalapa 63.000
- Santa Catarina Pinula 62.000
- Momostenango 62.000
- Antigua Guatemala 60.000

## Bevölkerung

### Demografie
Guatemala hatte 2022 17,4 Millionen Einwohner. Das jährliche Bevölkerungswachstum betrug 1,4 %. Zum Bevölkerungswachstum trug ein Geburtenüberschuss (Geburtenziffer: 20,9 pro 1000 Einwohner vs. Sterbeziffer: 6,8 pro 1000 Einwohner) bei. Die Anzahl der Geburten pro Frau lag 2022 statistisch bei 2,4, die der Region Lateinamerika und die Karibik betrug 1,8. Die Lebenserwartung der Einwohner Guatemalas ab der Geburt lag 2022 bei 68,7 Jahren. Der Median des Alters der Bevölkerung lag im Jahr 2021 bei 22,1 Jahren. Im Jahr 2023 waren 31,9 Prozent der Bevölkerung unter 15 Jahre alt, während der Anteil der über 64-Jährigen 4,9 Prozent der Bevölkerung betrug.
| Jahr | Einwohnerzahl | Jahr | Einwohnerzahl |
| ---- | ------------- | ---- | ------------- |
| 1950 | 3.115.000     | 1990 | 09.264.000    |
| 1960 | 4.211.000     | 2000 | 11.651.000    |
| 1970 | 5.622.000     | 2010 | 14.630.000    |
| 1980 | 7.283.000     | 2020 | 16.858.000    |

### Bevölkerungsstruktur
56,0 % der Guatemalteken sind Mestizen. Die europäisch-indianische Bevölkerungsgruppe trägt im Gegensatz zu den anderen Ländern Mittelamerikas die Bezeichnung Ladinos. Weitere 41,7 Prozent der Gesamtbevölkerung sind Angehörige der Völkergruppe der Maya und 1,8 % sind Xinka (nicht zu den Maya gehörige Indigene). Mehr als 20 indigene Volksgruppen werden im Land gezählt. Der Rest der Bevölkerung ist asiatischer Abstammung oder zählt zu den Garifuna, an der Karibikküste lebenden Nachkommen von Angehörigen der indigenen Völker der Kariben und Arawak sowie entflohener afrikanischer Sklaven der Insel St. Vincent.
Guatemala ist ein Auswanderungsland und viele Menschen haben das Land verlassen. Für das Jahr 2015 wurde die Emigrantenquote auf 5 % der Bevölkerung geschätzt. Das Land selbst erhält nur wenige Migranten und gehört zu den Ländern mit einem der niedrigsten Ausländeranteile weltweit. Im Jahre 2017 waren 0,5 % der Bevölkerung im Ausland geboren.

### Sprachen und Dialekte
Alleinige Amtssprache Guatemalas ist Spanisch. Es ist die Sprache der Mestizen und der europäischstämmigen Bevölkerung und ist die Muttersprache von rund 70 % der Guatemalteken. Daneben sind weitere sieben Sprachen anerkannt. Dazu zählen neben einigen Maya-Sprachen (wie der Kekchí-Sprache und der Quiché-Sprache oder K’iche’ mit jeweils über 1 Million Sprechern) beispielsweise auch die Arawak-Sprache der Garifuna, das Igñeri. Bei den Garifuna, die enge Verbindungen mit Belize unterhalten, ist auch Englisch mit karibischem Einschlag sehr weit verbreitet. Die Xinca-Sprache wird nur noch von einigen älteren Menschen gesprochen. Hinzu kommen weitere Maya-Sprachen, die teilweise starke regionale Unterschiede aufweisen. Insgesamt werden in Guatemala 53 verschiedene indigene Sprachen und Idiome gesprochen, davon 22 Maya-Sprachen:
| Sprache                        | Eigenname        | Sprachfamilie       | Sprecher (Tzian 1994) | Sprecher (Census 2002) | Ethnische Gruppe (Census 2002) | Muttersprachler (Census 2018) | Muttersprachler (Census 2018) | Sprachgebiet                                      |
| ------------------------------ | ---------------- | ------------------- | --------------------- | ---------------------- | ------------------------------ | ----------------------------- | ----------------------------- | ------------------------------------------------- |
| Acateco                        |                  | Maya: Kanjobal-Chuj | 39.826                | 35.763                 | 39.370                         | 55.290                        | 0,4 %                         | um San Miguel Acatán                              |
| Achí                           |                  | Maya: Quiché-Mam    |                       | 82.640                 | 105.992                        | 124.338                       | 0,9 %                         | Baja Verapaz                                      |
| Aguacateco                     | Awakateko        | Maya: Quiché-Mam    | 34.476                | 9.613                  | 11.068                         | 10.145                        | 0,1 %                         | West-Huehuetenango                                |
| Cakchiquel                     | Kaqchikel        | Maya: Quiché-Mam    | 1.002.790             | 444.954                | 832.968                        | 411.089                       | 3,0 %                         | am Lago de Atitlán und Sololá                     |
| Chortí                         | Ch'orti'         | Maya: Chol-Tzeltal  | 74.600                | 11.734                 | 46.833                         | 16.663                        | 0,1 %                         | im südlichen Tiefland von Guatemala (um Copán)    |
| Chalchiteko                    |                  | Maya:               |                       |                        |                                | 21.550                        | 0,2 %                         | Huehuetenango                                     |
| Chuj                           | Chuj             | Maya: Kanjobal-Chuj | 85.002                | 59.048                 | 64.438                         | 58.592                        | 0,4 %                         | Huehuetenango                                     |
| Itzá                           | Itzá             | Maya: Yucatán       | 1.783                 | 1.094                  | 1.983                          | 406                           | < 0,1 %                       | am Petén-See                                      |
| Ixil                           | Ixil             | Maya: Quiché-Mam    | 130.773               | 83.574                 | 95.315                         | 114.997                       | 0,8 %                         | El Quiché                                         |
| Jacalteco                      | Popti' (Abxubal) | Maya: Kanjobal-Chuj | 83.814                | 34.038                 | 47.024                         | 32.568                        | 0,2 %                         | um Jacaltenango                                   |
| Kanjobal                       | Q'anjob'al       | Maya: Kanjobal-Chuj | 205.670               | 139.830                | 159.030                        | 166.261                       | 1,2 %                         | Huehuetenango                                     |
| Kekchí                         | Q'eqchi'         | Maya: Quiché-Mam    | 711.523               | 716.101                | 852.012                        | 1.127.387                     | 8,3 %                         | Alta Verapaz bis Lago Izabal                      |
| Mam                            | Mam (Qyool)      | Maya: Quiché-Mam    | 1.094.926             | 477.717                | 617.171                        | 590.641                       | 4,4 %                         | Huehuetenango                                     |
| Mopan                          | Mopan            | Maya: Yucatán       | 13.077                | 2.455                  | 2.891                          | 2.011                         | < 0,1 %                       | Süd-Petén                                         |
| Pocomam                        | Poqomam          | Maya: Quiché-Mam    | 127.206               | 11.273                 | 42.009                         | 10.787                        | 0,1 %                         | um Guatemala-Stadt und Jalapa                     |
| Pocomchí                       | Poqomchi'        | Maya: Quiché-Mam    | 259.168               | 92.941                 | 114.423                        | 133.074                       | 1,0 %                         | um Guatemala-Stadt und Jalapa                     |
| Quiché                         | K'iche'          | Maya: Quiché-Mam    | 1.842.115             | 890.596                | 1.270.953                      | 1.054.818                     | 7,8 %                         | El Quiché, Totonicapán, Sololá und Quetzaltenango |
| Sacapulteco                    | Sakapulteko      | Maya: Quiché-Mam    | 42.204                | 6.973                  | 9.763                          | 6.528                         | < 0,1 %                       | El Quiché                                         |
| Sipacapense                    |                  | Maya: Quiché-Mam    | 5.944                 | 5.687                  | 10.652                         | 4.155                         | < 0,1 %                       | San Marcos                                        |
| Tacaneco                       |                  | Maya: Quiché-Mam    | 20.000                |                        |                                |                               |                               | um Tacaná (San Marcos)                            |
| Tectiteco                      | Tektiteko        | Maya: Quiché-Mam    | 4.755                 | 1.144                  | 2.077                          | 3.009                         | < 0,1 %                       | um Tectitán                                       |
| Tzutuhil                       | Tz'utujil        | Maya: Quiché-Mam    | 156.333               | 63.237                 | 78.498                         | 72.436                        | 0,5 %                         | um Santiago Atitlán                               |
| Uspanteco                      |                  | Maya: Quiché-Mam    | 21.399                | 3.971                  | 7.494                          | 5.125                         | < 0,1 %                       | El Quiché                                         |
| Garífuna                       |                  | Arawak              | 6.539                 | 3.564                  | 5.040                          | 2.856                         | < 0,1 %                       | Izabal                                            |
| Xinca                          |                  | Xinca               | 297                   | 1.283                  | 16.214                         | 2.755                         | < 0,1 %                       | Jutiapa                                           |
| Quinco                         |                  | Quinco              | 123                   |                        |                                |                               |                               | Izabal                                            |
| Spanisch/Ladino                | Español          |                     |                       | 7.080.909              | 6.750.170                      | 9.488.838                     | 69,9 %                        | landesweit                                        |
| Englisch                       | English          |                     |                       |                        |                                | 7.824                         | 0,1 %                         |                                                   |
| andere Sprachen, keine Sprache |                  |                     |                       |                        |                                | 42.754                        | 0,3 %                         |                                                   |

Guatemala hat eine sehr hohe Analphabetenquote von 21 %. Deshalb werden diverse Hilfsprogramme wie Probigua organisiert, die mehrheitlich auf private Spenden angewiesen sind.

### Religion
Ungefähr 47 Prozent der Bevölkerung sind römisch-katholisch, etwa 35 Prozent gehören protestantischen Kirchen an (vor allem unabhängige evangelikale Kirchen). In die christliche Folklore des Landes sind viele Rituale der Maya eingeflossen (Synkretismus). So finden sich zum Beispiel häufig Opfergaben für christliche Heilige auf den Kirchenstufen, wie sie früher Mayagottheiten dargebracht wurden (siehe auch Ethnische Religionen Mesoamerikas). Ein bekanntes Beispiel für den starken kulturellen Einfluss der ehemaligen Kolonialmacht Spanien sind die großen Festumzüge während der Karwoche (Semana Santa) in Antigua, die denjenigen im spanischen Sevilla ähneln.
Die Zahl der Muslime in Guatemala wird auf 1200 geschätzt, die der Juden auf etwa 2000.
Die katholische Kirche des Landes gliedert sich organisatorisch in zwei Kirchenprovinzen, die den Erzbischöfen von Guatemala und Los Altos unterstehen, sowie zwei Apostolischen Vikariaten. Bis zur Mitte des 20. Jahrhunderts war die katholische Kirche des Landes auf einen streng antikommunistischen Kurs ausgerichtet und unter anderem 1954 maßgeblich am Sturz der Regierung und an der Errichtung der Militärdiktatur beteiligt. In den 1950er-Jahren setzte ein erheblicher Zustrom von Missionaren aus Europa und den USA ein, sodass Priester mit ausländischer Staatsbürgerschaft bald die Mehrheit des Klerus stellten. Von den ausländischen Missionaren ging eine Unterstützung für Sozialreformen durch die Kirche aus. Ende der 1960er-Jahre nahm die Kritik der Geistlichkeit an der Militärregierung erheblich zu. Am Ende des Jahres 1976 begann eine Serie von Morden an Geistlichen und im Kirchendienst tätiger Laien durch das Militär und paramilitärische Todesschwadronen.

### Gesundheit
Die Gesundheitsausgaben des Landes betrugen im Jahr 2021 6,9 % des Bruttoinlandsprodukts. Im Jahr 2020 praktizierten in Guatemala 12,8 Ärztinnen und Ärzte je 10.000 Einwohner. Die Sterblichkeit bei unter 5-Jährigen betrug 2022 22,1 pro 1000 Lebendgeburten. Die Lebenserwartung der Einwohner Guatemalas ab der Geburt lag 2022 bei 68,7 Jahren (Frauen: 71,8, Männer: 65,7).

## Landesname
Die Bezeichnung (früher im Romanischen auch „Goathemala“ geschrieben) leitet sich vom toltekischen (Nahuatl-)Wort Cuauhtēmallān ab, was so viel wie „Land der Bäume“ bedeutet. Es gibt aber noch mindestens 16 andere Theorien zur Entstehung des Namens Guatemala. So könnte Guatemala aus dem Breiapfelbaum, dem sogenannten Kuautemalli in der Sprache Nahuátl, entstanden sein. Eine weitere Theorie besagt, dass Guatemala von Coctemalan, der Wolfsmilchpflanze, hergeleitet wurde. Dieses Yerba-Mala (Wolfsmilchgewächse) gab es vermehrt rund um Iximché, einer vorspanischen Mayastadt. Eine andere Möglichkeit besteht darin, dass der Name von Guhate-zmal-ha, dem Berg des dampfenden Wassers, abstammt.

## Geschichte
Zeugnis der präkolumbischen Geschichte legen unzählige, zum größten Teil noch nicht erfasste Maya-Ruinen ab, darunter Tikal (zur Blütezeit mindestens 50.000 Einwohner), Calakmul (wohl 50.000 Einwohner) und Cival (bis zu 10.000 Einwohner) als die wichtigsten. Eine Unzahl von Resten alter Maya-Kulturen liegt weiterhin im Verborgenen, nur die wesentlichsten Ruinenstädte wurden, vor allem mit finanzieller Hilfe aus dem Ausland, freigelegt und erforscht. Siehe auch die Liste der Maya-Ruinen.
Nach der europäischen Eroberung (Conquista) blieb das Land bis 1821 spanische Kolonie. In der Kolonialzeit bildete Guatemala ein Verwaltungsgebiet (Intendencia) innerhalb des gleichnamigen Generalkapitanats Guatemala (auch „Königreich Guatemala“ genannt), das ganz Zentralamerika und Chiapas umfasste und dessen Hauptstadt Guatemala-Stadt war. Es war zusammen mit dem Generalkapitanat Mexiko Teil des Vizekönigreichs Neuspanien. Nach der Unabhängigkeitserklärung vom 15. September 1821 wurde das Königreich Guatemala vom ersten Kaiserreich Mexiko (1821–1823) bis zu dessen Zusammenbruch als Nachfolgestaat Neuspaniens beansprucht, allerdings nicht effektiv kontrolliert. Von 1823 bis 1839 war Guatemala Teil der Zentralamerikanischen Konföderation. Erst 1840 entstand der unabhängige Staat Guatemala auf dem Gebiet der früheren Intendantur.
Die erste Zeit der jungen Republik von 1841 bis 1871 war gekennzeichnet durch konservative Regimes an der Macht, deren Hauptziel eine behutsame wirtschaftliche Modernisierung bei Beibehaltung der hierarchischen Gesellschaftsordnung der Kolonialzeit war.
Die Zeit von 1871 bis 1944 wird als liberaler Nationalstaat bezeichnet. Die wirtschaftliche Modernisierung des Landes wurde forciert. Es begann der großflächige Kaffee- und Bananenanbau, letzterer insbesondere durch die United Fruit Company.
Mit der Oktoberrevolution 1944 und dem Sturz des Diktators Jorge Ubico (1931–1944) begann ein demokratisches Jahrzehnt in Guatemala. Präsident Arévalo (1944–1949) demokratisierte das Land, führte die Pressefreiheit ein und implementierte den ersten Arbeiterkodex in der Geschichte Guatemalas. Unter seinem Nachfolger Jacobo Arbenz (1950–1954) wurden umfangreiche Landreformen durchgeführt. Zu dieser Zeit besaßen rund 2 % aller Großgrundbesitzer ca. 70 % des landwirtschaftlich nutzbaren Landes.
Die CIA intervenierte daraufhin im Juni 1954 in Zusammenarbeit mit oppositionellen guatemaltekischen Militärs (Operation PBSUCCESS). Die Invasion wurde durch eine massive Propagandakampagne der United Fruit Company (UFC) begleitet, die durch den Werbefachmann und Pionier der Öffentlichkeitsarbeit Bernays initiiert und durchgeführt wurde. Die UFC hatte in Guatemala ihre größten Plantagen und war zudem noch Eignerin der International Railways of Central America und des damals einzigen Karibikhafens des Landes, Puerto Barrios. Der Kampagne gelang es, den Präsidenten Jacobo Arbenz der amerikanischen Öffentlichkeit und Teilen der Regierung als von Moskau gesteuerten Kommunisten darzustellen – eine Sichtweise, die das US-amerikanische Außenministerium am Ende übernahm. Nach kürzlich freigegebenen Akten der CIA wurde die Intervention aus der Truman-Doktrin abgeleitet, um einer vermuteten kommunistischen Bedrohung aus Zentralamerika vorzubeugen.
1954 wurde Arbenz auf Betreiben der USA gestürzt und durch den Diktator Carlos Castillo Armas ersetzt. Innerhalb kürzester Zeit machte dieser sämtliche sozialen Reformen einschließlich der begonnenen Agrarreform rückgängig. Er wurde 1957 ermordet. Ydígoras, ebenfalls aus den Reihen des guatemaltekischen Militärs, unter der Herrschaft Ubicos verantwortlich für zahlreiche Massaker und die brutale Niederschlagung verschiedener Aufstände in Guatemala, wurde sein Nachfolger.
In Guatemala herrschte ab 1960 ein Bürgerkrieg, der erst 1996 durch die Unterzeichnung eines Friedensvertrages formell für beendet erklärt wurde. Der Krieg hatte bis zu diesem Zeitpunkt mehr als 200.000 Menschen das Leben gekostet und über eine Million Flüchtlinge geschaffen. Besonders durch General Efraín Ríos Montt bekam die Bekämpfung der indigenen Bevölkerung durch die Diktatur Züge eines Genozids. Ganze Landstriche wurden flächendeckend bombardiert.
Nach Angaben der Kommission für historische Aufklärung sind die Regierungstruppen und verbündete Paramilitärs für 93 % der Gewalt in dem Konflikt verantwortlich und Guerillagruppen für 3 % (4 % sind nicht identifiziert).
Spätestens seit den 1960er Jahren besteht auch ein Konflikt um das Nachbarland Belize, dessen Territorium von Guatemala ganz oder teilweise beansprucht wird (→ Territorialkonflikt zwischen Belize und Guatemala). Als Belize sich nach der Unabhängigkeit 1981 um Aufnahme in die Vereinten Nationen bewarb, stimmte Guatemala in der UN-Vollversammlung als einziger von 145 anwesenden Mitgliedsstaaten dagegen.
Guatemala wurde im Oktober 2005 von Ausläufern des Hurrikans Stan schwer getroffen; über 1000 Menschen kamen durch Überschwemmungen, Erdrutsche und Schlammlawinen ums Leben.
Die Gewalt der früheren ideologischen Auseinandersetzungen fand ihre Fortsetzung in Bandenkriminalität von Maras und Drogenmafia.
Im Jahr 2006 wurde die UN-Kommission gegen Straffreiheit CICIG von den Vereinten Nationen auf Antrag des Landes eingerichtet. Die Institution ist damit beauftragt, Schwerverbrechen in Guatemala zu verfolgen, dabei führte die Kommission zahlreiche Ermittlungen gegen die politische Elite des Landes und ihre Verstrickungen in Korruption und das organisierte Verbrechen durch. Durch die politische Elite gab es regelmäßig Versuche, das Mandat der Kommission zu beenden. Drei ehemalige Präsidenten waren zu Beginn des Jahres 2018 wegen Korruptionsvorwürfen im Gefängnis. Die UN-Kommission beendete 2019 ihre Tätigkeit.
Seit dem knappen Sieg des Ex-Generals Otto Pérez Molina bei der Präsidentschaftswahl in Guatemala 2011 regierten nur noch rechtsgerichtete Politiker das Land, die Korruption nahm massiv zu. In den 2010er Jahren entwickelte sich das Land so von einer bereits stark angeschlagenen Demokratie immer weiter in Richtung Diktatur.
Vor allem seit der Machtübernahme von Alejandro Giammattei als Präsident nach den Wahlen 2019 wird die Demokratie im Land abgeschafft, bspw. werden Richter, die Korruption verurteilen, angeklagt, und zur Präsidentschaftswahl 2023 wurden mehrere aussichtsreiche Gegenkandidaten nicht zugelassen. Nach Stichwahl am 20. August 2023 wurde der progressive Bernardo Arévalo zum Präsidenten gewählt. Mit seiner Wahl zum Präsidenten 2024 wurde diese Entwicklung unterbrochen, führte aber zu starken Spannungen im Staatsapparat zwischen der progressiven Führung und rechten Beamten wie María Consuelo Porras.

## Politik

### Politisches System

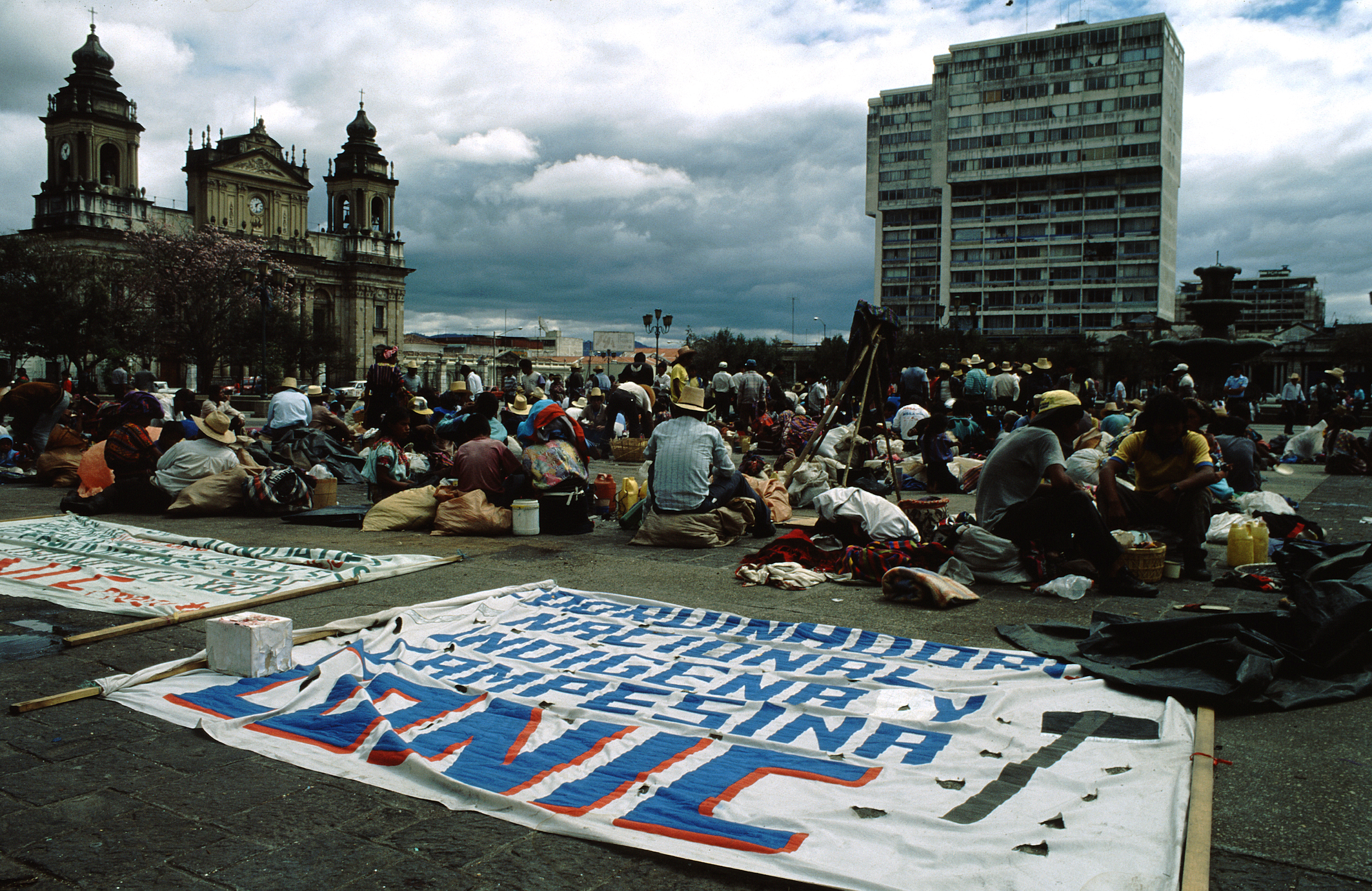
Proteste der landlosen indigenen Bevölkerung vor dem Präsidentenpalast in Guatemala-Stadt, 1996

Guatemala ist gemäß Verfassung eine präsidentiell-demokratische Republik. Die Verfassung vom 15. Januar 1986 legt die Trennung zwischen Legislative (Congreso de la República, das Parlament), Exekutive (Präsident und Vize-Präsident) und Judikative (Oberster Gerichtshof) fest. Das Parlament und der Präsident werden alle vier Jahre gewählt, stimmberechtigt sind alle Bürger ab achtzehn Jahren, ausgenommen aktive Angehörige des Militärs. Der oberste Gerichtshof wird vom Parlament für vier Jahre bestimmt.
Wie die meisten lateinamerikanischen Staaten verfügt allerdings auch Guatemala über keine historisch gewachsene demokratische, politische Tradition. Die Parteienlandschaft ist wenig stabil, viele Parteien lösen sich nach einer Legislaturperiode auf oder verschwinden in der Bedeutungslosigkeit. Bezeichnend dafür ist der starke Einfluss gesellschaftlicher Gruppen außerhalb des Parteiensystems, insbesondere des Militärs und der Unternehmer.

### Politische Indizes
| Name des Index                     | Indexwert    | Weltweiter Rang | Interpretationshilfe | Jahr |
| ---------------------------------- | ------------ | --------------- | --- | ---- |
| Fragile States Index               | 74,9 von 120 | 65 von 179      | Stabilität des Landes: erhöhte Warnung 0 = sehr nachhaltig / 120 = sehr alarmierend Rang: 1 = fragilstes Land / 179 = stabilstes Land | 2024 |
| Demokratieindex                    | 4,55 von 10  | 97 von 167      | Hybridregime 0 = autoritäres Regime / 10 = vollständige Demokratie                                                                    | 2024 |
| Freedom in the World Index         | 46 von 100   | —               | Freiheitsstatus: teilweise frei 0 = unfrei / 100 = frei                                                                               | 2024 |
| Rangliste der Pressefreiheit       | 42,3 von 100 | 138 von 180     | Schwierige Lage für die Pressefreiheit 100 = gute Lage / 0 = sehr ernste Lage                                                         | 2024 |
| Korruptionswahrnehmungsindex (CPI) | 25 von 100   | 146 von 181     | 0 = sehr korrupt / 100 = sehr sauber                                                                                                  | 2024 |

### Wahlrecht
Das aktive und passive Frauenwahlrecht entwickelte sich in mehreren Stufen zwischen 1945 und 1985: Die Verfassung von 1879 hatte das direkte aktive Wahlrecht festgelegt. Es galt für alle männlichen Alphabeten über 21 Jahre bzw. für diejenigen Männer, die über ein Amt, eine Rente oder sonstiges Einkommen verfügten. Mit der Verfassung von 1945 und dem Wahlgesetz von 1946 wurde das Frauenwahlrecht eingeführt; allerdings unterschied man verschiedene Ebenen des Wahlrechts: Für männliche Alphabeten über 18 Jahre bestand Wahlpflicht, wohingegen das geheime Wahlrecht für weibliche Alphabeten optional war; für männliche Analphabeten war die Wahl geheim, aber öffentlich. 1956 wurde die geheime Wahl bei Wahlpflicht für Männer und Frauen eingeführt, die des Lesens und Schreibens mächtig waren; für männliche Analphabeten bestand keine Wahlpflicht; weibliche Analphabeten durften nicht wählen. Auch das passive Frauenwahlrecht wurde erst nach Jahrzehnten im selben Umfang wie das Wahlrecht für Männer erreicht: Ein eingeschränktes passives Frauenwahlrecht, das Frauen ausschloss, die nicht lesen und schreiben konnten, wurde 1946 eingeführt. Auch nach den rechtlichen Veränderungen 1956 durften Analphabetinnen nicht gewählt werden. Die Verfassung von 1965 dehnte das passive Wahlrecht zwar auf alle Bürgerinnen und Bürger aus, aber für Frauen, die nicht lesen und schreiben konnten, war die Stimmabgabe immer noch nicht verpflichtend. Erst die Verfassung von 1985 stellte bei den Bedingungen für das Wahlrecht vollständige Gleichheit zwischen Frauen und Männern her.

### Recht und Menschenrechte
Guatemala ist eines der wenigen amerikanischen Länder, die noch die Todesstrafe praktizieren. Die letzte Hinrichtung fand im Jahr 2000 statt. Seitdem gab es Bemühungen, die Todesstrafe gesetzlich abzuschaffen, was jedoch im Parlament an einer großen Mehrheit von Befürwortern der Todesstrafe scheiterte. Im Oktober 2017 wurde sie im zivilen Strafrecht durch ein Urteil des Verfassungsgerichts abgeschafft, während sie im Militärstrafrecht, zumindest nominell, erhalten bleibt.

### Außenpolitik
Außenpolitisch war Guatemala während des Bürgerkriegs jahrelang isoliert. Seit dem Beginn der Demokratisierung und dem Abschluss des Friedensvertrags mit den Rebellen versuchte Guatemala auf der internationalen Bühne eine angemessene Rolle zu spielen. Seit 2001 besteht zwischen Mexiko, Guatemala, Honduras und El Salvador ein Handelsabkommen, seit dem 10. März 2004 zusätzlich eine Zollunion mit El Salvador. Seit Juli 2008 ist Guatemala Mitglied der Petrocaribe und seit 2010 Mitglied der CELAC.

### Militär
Bis zur Unterzeichnung des Friedensabkommens im Jahr 1996 verfügten die Streitkräfte Guatemalas über insgesamt 44.200 Mann. In den Jahren danach wurden sie schrittweise stark verringert und umfassten 2019 etwa 21.500 Männer und Frauen. Heute unterstützen sie vor allem die Policía Nacional Civil bei der Bekämpfung der Kriminalität.
Guatemala gab 2017 knapp 0,4 Prozent seiner Wirtschaftsleistung oder 284 Mio. US-Dollar für seine Streitkräfte aus.

### Verwaltungsgliederung

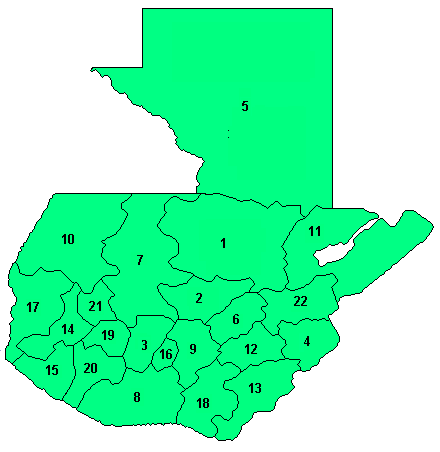
Departamentos in Guatemala

Guatemala ist in 22 Departamentos aufgeteilt. Der jeweilige Verwaltungssitz trägt den Titel „Cabecera“. Ein Departamento kann bis zu 30 „Municipios“ als nächstkleinere Verwaltungsgliederungen umfassen.
| #  | Departamento   | Hauptstadt            | Fläche (km²) | Einwohnerzahl 2016 | Einw. je km² |
| -- | -------------- | --------------------- | ------------ | ------------------ | ------------ |
| 1  | Alta Verapaz   | Cobán                 | 8.686        | 1.294.000          | 149          |
| 2  | Baja Verapaz   | Salamá                | 3.124        | 307.200            | 98           |
| 3  | Chimaltenango  | Chimaltenango         | 1.979        | 704.400            | 356          |
| 4  | Chiquimula     | Chiquimula            | 2.376        | 415.900            | 175          |
| 5  | El Petén       | Flores                | 35.854       | 760.400            | 21           |
| 6  | El Progreso    | Guastatoya            | 1.922        | 172.200            | 90           |
| 7  | El Quiché      | Santa Cruz del Quiché | 8.378        | 1.125.000          | 134          |
| 8  | Escuintla      | Escuintla             | 4.384        | 775.700            | 177          |
| 9  | Guatemala      | Guatemala-Stadt       | 2.126        | 3.400.300          | 1.599        |
| 10 | Huehuetenango  | Huehuetenango         | 7.403        | 1.294.100          | 175          |
| 11 | Izabal         | Puerto Barrios        | 9.038        | 467.000            | 52           |
| 12 | Jalapa         | Jalapa                | 2.063        | 365.400            | 177          |
| 13 | Jutiapa        | Jutiapa               | 3.219        | 482.200            | 150          |
| 14 | Quetzaltenango | Quetzaltenango        | 1.951        | 882.600            | 452          |
| 15 | Retalhuleu     | Retalhuleu            | 1.858        | 340.100            | 183          |
| 16 | Sacatepéquez   | Antigua               | 465          | 349.900            | 753          |
| 17 | San Marcos     | San Marcos            | 3.791        | 1.147.400          | 303          |
| 18 | Santa Rosa     | Cuilapa               | 2.955        | 382.700            | 130          |
| 19 | Sololá         | Sololá                | 1.061        | 505.500            | 476          |
| 20 | Suchitepéquez  | Mazatenango           | 2.510        | 582.200            | 232          |
| 21 | Totonicapán    | Totonicapán           | 1.061        | 553.400            | 522          |
| 22 | Zacapa         | Zacapa                | 2.690        | 240.600            | 89           |

## Wirtschaft

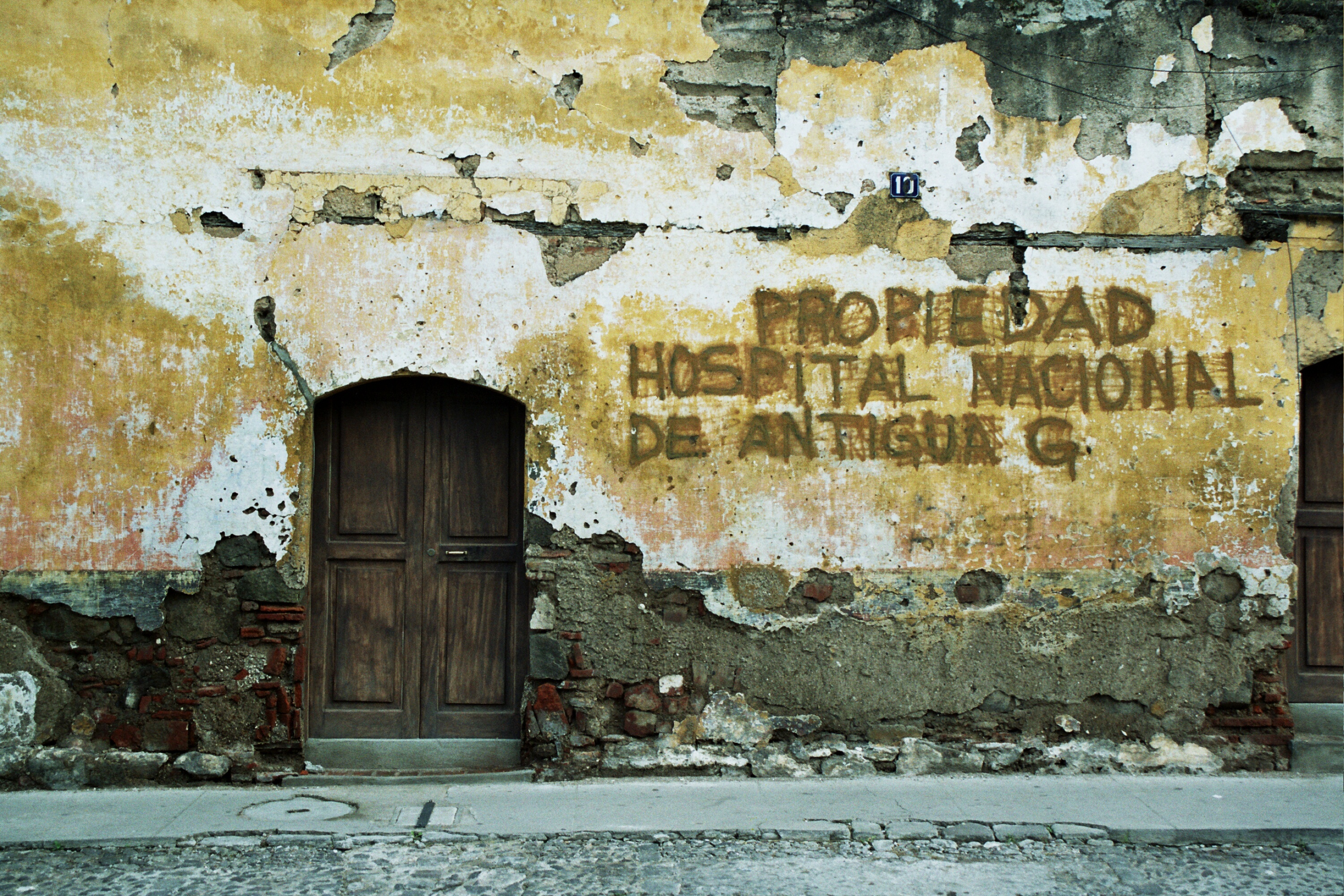
„Eigentum des nationalen Krankenhauses von Antigua G.“ (Antigua, Guatemala)

Guatemala ist die größte Volkswirtschaft in Mittelamerika, aber auch eine der ärmsten. Das Bruttoinlandsprodukt (BIP) für 2017 wird auf 75,7 Milliarden US-Dollar geschätzt. In Kaufkraftparität beträgt das BIP 137,8 Milliarden US-Dollar oder 8100 US-Dollar je Einwohner. Das reale Wachstum betrug 2,8 %. Das Einkommen ist aber sehr ungleich verteilt. Rund 54 Prozent der Bevölkerung lebten in Armut, 13 Prozent in extremer Armut. In den zehn Jahren von 2006 bis 2016 hatte sich die Armutsquote gar von 51 auf 59 Prozent erhöht und die Hälfte der Kinder sind chronisch mangelernährt.
Guatemalas Wirtschaft ist von der engen Verstrickung großer Unternehmen mit Politik und Militär geprägt. Sowohl führende Unternehmer als auch Politiker und hohe Offiziere entstammen den gleichen, gegen sozialen Aufstieg weitgehend abgeschotteten Gesellschaftskreisen der Oberschicht. Darüber hinaus hat der Unternehmerverband CACIF erheblichen Einfluss auf die Politik. Einer der wichtigsten Branchenverbände ist Anacafé, der die Kaffeeproduzenten vertritt.
Im Zuge der langsamen Demokratisierung und des Abflauens des Bürgerkriegs seit den 1990er-Jahren zeigte sich ein deutliches Wirtschaftswachstum. Allerdings bleiben Korruption, Rechtsunsicherheit, kaum vorhandene Sozialpolitik, Umweltschäden und Widerstand der Bevölkerung gegen Großprojekte Probleme der guatemaltekischen Wirtschaft. Seit einigen Jahren verschlechtert sich die Sicherheitslage durch die Kämpfe zwischen Staatsmacht und Drogenkartellen wieder, was Investoren abschreckt. Dennoch wurde 2013 ein Spitzenwert der Direktinvestitionen aus dem Ausland mit rund 1,3 Milliarden Euro erreicht.
Die von Zuarbeit zu ausländischen Betrieben geprägte Maquiladorawirtschaft sieht sich scharfer Kritik von Arbeits- und Menschenrechtsorganisationen ausgesetzt. Auch der langfristige wirtschaftliche Nutzen wird aufgrund des geringen Technologie- und Wissenstransfers sowie der geringen Generierung von Staatseinkommen regelmäßig in Frage gestellt. Guatemala hatte 2012 mit Steuereinnahmen in Höhe von zehn Prozent des BIP weltweit den niedrigsten Wert. Seit 20 Jahren sind Versuche einer Steuerreform immer wieder gescheitert und Steuerhinterziehung ist weit verbreitet.
Darüber hinaus trägt diese Wirtschaftsform in Guatemala zur zunehmenden Proletarisierung der Landbevölkerung bei, deren Möglichkeiten sich durch traditionelle Landwirtschaft zu versorgen, stetig geringer werden. Ein Sprung in dieser Entwicklung von landwirtschaftlicher zu industrieller Produktion fand während der Bürgerkriegsjahre und vor allem von 1982 bis 1983 statt. In dieser Zeit wurden viele ländliche Strukturen zerstört, wodurch auf dem Arbeitsmarkt viele neue und günstige Arbeitskräfte verfügbar wurden.
Von großer Bedeutung sind die Überweisungen ausgewanderter Guatemalteken an ihre Familien. Alleine in den USA sollen 1,6 Millionen Guatemalteken als illegale Einwanderer leben. 2013 überwiesen Auslands-Guatemalteken schätzungsweise 5,1 Milliarden US-Dollar in die Heimat.
Im Global Competitiveness Index, der die Wettbewerbsfähigkeit eines Landes misst, belegt Guatemala Platz 84 von 137 Ländern (Stand 2017–2018). Der Index für wirtschaftliche Freiheit 2024 des Landes war der 63 höchste von 176 Ländern.
Das Land führt eine Wertpapierbörse mit dem Namen Bolsa de Valores Nacional (Guatemala).
| Jahr                                    | 2010  | 2015  | 2016  | 2017  | 2018   | 2019   | 2020   | 2021   | 2022   | 2023   |
| --------------------------------------- | ----- | ----- | ----- | ----- | ------ | ------ | ------ | ------ | ------ | ------ |
| BIP in Mrd. USD (Kaufkraftparität)      | 110,9 | 145,6 | 151,0 | 158,4 | 167,6  | 184,0  | 190,0  | 208,2  | 232,4  | 249,2  |
| BIP pro Kopf in USD (Kaufkraftparität)  | 7.779 | 9.355 | 9.537 | 9.845 | 10.250 | 11.080 | 11.271 | 12.166 | 13.387 | 14.158 |
| BIP-Wachstum (real)                     | 2,9 % | 4,1 % | 2,7 % | 3,1 % | 3,4 %  | 4,0 %  | −1,8 % | 8,0 %  | 4,2 %  | 3,5 %  |
| Inflation (in Prozent)                  | 3,9 % | 2,4 % | 4,4 % | 4,4 % | 3,7 %  | 3,7 %  | 3,2 %  | 4,3 %  | 6,9 %  | 6,2 %  |
| Staatsverschuldung (in Prozent des BIP) | 24 %  | 25 %  | 25 %  | 25 %  | 26 %   | 26 %   | 31 %   | 31 %   | 29 %   | 27 %   |

### Export
Die guatemaltekische Wirtschaft ist deutlich auf den Export ausgerichtet. Er belief sich 2013 auf 10,1 Milliarden Euro.
Hauptexportgut des Landes ist Kaffee. In der Saison 2012/13 wurden 3,7 Millionen Sack à 60 Kilogramm ausgeführt. Guatemala ist damit der weltweit siebtgrößte Kaffee-Exporteur. Weitere wichtige Exportgüter sind Textilien, Zucker, Bananen (1,5 Millionen Tonnen Produktion im Jahr 2008) und Kardamom. Trotz des mengenmäßig geringeren Umfangs gegenüber den Landwirtschaftsprodukten machen Textilien mit 13 Prozent (2013) den größten Einzelposten unter den Exporteinnahmen aus. Daneben werden Edelsteine und Metalle, Chemikalien, Baumwolle, Palmöl, Nüsse, Tabak, Kautschuk, ätherische Öle, Fahrräder und Rum exportiert. Von sehr niedrigem Niveau aus werden Gemüse, Früchte und Zierpflanzen immer wichtiger.
Die Textilienproduktion findet hauptsächlich in Maquilas statt. Diese befinden sich in Export Processing Zones (EPZs), sind sehr gering reguliert und mit sehr niedrigen Abgaben belastet.
Wichtigster Handelspartner waren 2013 die USA (38 Prozent des Exportwerts), Zentralamerika (27 Prozent), Mexiko (5 Prozent) und die EU (6 Prozent).
Das Handelssaldo zwischen Deutschland und Guatemala war 2013 aus deutscher Sicht mit einem Stand von 103 Millionen Euro positiv.

### Import
Guatemala importierte 2013 Waren und Dienstleistungen im Wert von rund 17,5 Milliarden US-Dollar. Wichtigste Importgüter sind Erdölprodukte, Chemikalien, Elektronik, Textilien, Autos und Maschinen. Wichtigste Ursprungsländer der Importe sind die USA (37 Prozent des Import-Werts), Mexiko (10,6 Prozent), China (8,5 Prozent), die EU (5 Prozent) und die umliegenden Länder Zentralamerikas.

### Landwirtschaft
Rund ein Drittel der Bevölkerung ist in der Landwirtschaft beschäftigt, die allerdings nur 13,5 Prozent des Bruttoinlandsprodukts (2013) erwirtschaftet. Die meisten Landwirtschaftsbetriebe betreiben Subsistenzwirtschaft mit einer lediglich geringen Überschussproduktion.
Der größte Teil der landwirtschaftlichen Exportprodukte wird an der Südküste mit ihren fruchtbaren Schwemmböden, hohen Temperaturen und ausreichenden Niederschlägen erzeugt. Der Kaffeeanbau ist jedoch auf die daran anschließenden, höher gelegenen Regionen am Südwesthang des Hochlandes sowie auf die zentralen Departemente Baja und Alta Verapaz konzentriert. Seit den 1970er-Jahren wird gezielt Kardamom angebaut, um weniger abhängig von der Preisentwicklung bei Kaffee und Zucker zu sein. Im Norden des Landes hat die Rinderzucht eine gewisse Bedeutung.
Die exportorientierte Landwirtschaft wird überwiegend von Großbetrieben mit abhängigen Bauern betrieben. Diese Großbetriebe werden meist seit Ende des 19. Jahrhunderts von großbürgerlichen Familien betrieben. Im dicht besiedelten Altiplano konzentriert sich die durch kleine Familienbetriebe mit häufig nur weniger als einen Hektar großen Nutzflächen geprägte ertragsschwache Landwirtschaft. Im dünn besiedelten, großflächigen Petén im Norden des Landes gibt es Bemühungen zum Landesausbau, um Teile der Bevölkerung aus dem dicht besiedelten Altiplano dorthin umsiedeln zu lassen.

### Tourismus

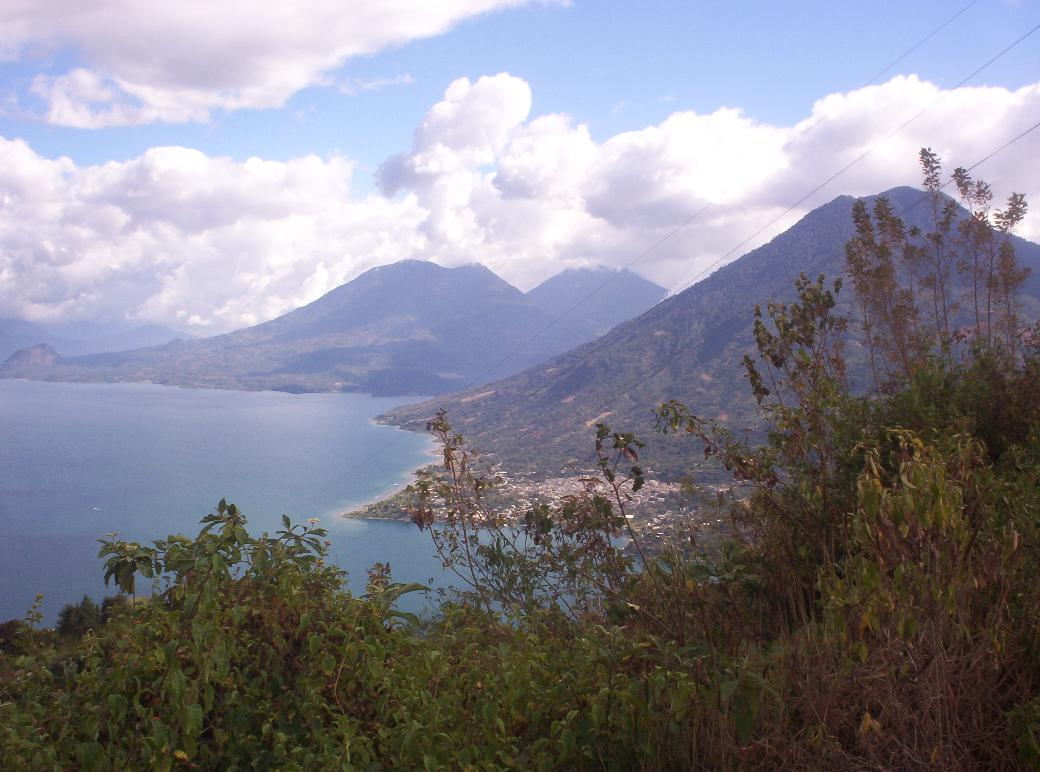
Der Atitlansee

Der Tourismus hat sich seit dem Ende des Bürgerkriegs 1996 zu einem wichtigen Wirtschaftszweig entwickelt. Touristische Anziehungspunkte des Landes sind der Atitlán-See, die alte Hauptstadt Antigua Guatemala, die antike Mayastadt Tikal im Petén, der Lago Izabal mit dem Rio Dulce und Livingston an der Karibikküste sowie einige andere sehenswerte Städte wie Quetzaltenango und Chichicastenango im Hochland. Guatemala macht auch interessant, dass das Land zahlreiche Klimazonen und unterschiedliche Landschaften aufweist, die eine reiche Flora und Fauna hervorgebracht haben. Im Hochland ist das Klima für Mitteleuropäer und Nordamerikaner angenehm.

### Industrie und Dienstleistungen
Die Industrie erwirtschaftete im Jahr 2013 28,8 Prozent des Bruttoinlandsprodukts und der Dienstleistungssektor 48 Prozent. Eine industrielle Produktion im nennenswerten Umfang findet erst seit Mitte der 1940er-Jahre statt.
Die Industrie weist wegen der mangelnden und mangelhaften Infrastruktur sowie des geringen Vorhandenseins von Investitionskapital ein niedriges Produktionsniveau auf. So muss beispielsweise trotz der Existenz eigener Erdölvorkommen Treibstoff in großem Umfang importiert werden, da die beiden seit Jahren im Bau befindlichen Raffinerien bis heute nicht fertiggestellt worden sind.

### Bergbau
In Guatemala werden vor allem Nickel, Gold und Erdöl (Förderung 2009: 3,9 Millionen Barrel) gewonnen. Da Umweltstandards kaum beachtet werden, ist dies mit erheblichen ökologischen Schäden verbunden.

### Energiewirtschaft
Bis 1990 wurde Strom in Guatemala zu 92 Prozent durch Wasserkraftwerke erzeugt und nur zu 8 Prozent aus fossilen Brennstoffen. In den 1990er Jahren wurden dann jedoch vorwiegend Heizkraftwerke gebaut, sodass 1996 nur noch 55 % des Stroms aus erneuerbaren Energiequellen erzeugt wurden. Bis 2013 sank dieser Wert weiter auf 40 Prozent. Bei den erneuerbaren Energien spielten neben der Wasserkraft auch die Kogeneration durch die Verbrennung von Bagasse in Zuckerrohrfabriken sowie die Nutzung von Geothermie eine Rolle. Kogeneration in der Zuckerindustrie in Guatemala wird seit 1992 praktiziert. Hierzu wurden vorhandene Dampfkessel durch moderne Hochdruckkessel ersetzt und der Verbrauch an Prozessdampf gesenkt.
Photovoltaik wird in geringem Maße genutzt. Die Energiewirtschaft Guatemalas ist überwiegend privatwirtschaftlich verfasst. Um die Verwendung erneuerbarer Energien zu forcieren, wurde 2003 ein Gesetz zur Förderung erneuerbarer Energien verabschiedet, das unter anderem eine zehnjährige Steuerbefreiung für entsprechende Investitionen vorsieht.
Aufgrund der ländlichen Gesellschaftsstruktur Guatemalas beträgt der Anteil von Holz und Holzkohle am Energieverbrauch der privaten Haushalte 90 %.
2008 trat Guatemala dem regionalen Energieabkommen Petrocaribe bei.

### Staatshaushalt
Mit 13 Prozent besitzt Guatemala die tiefste Steuerquote ganz Lateinamerikas. Der Staatshaushalt umfasste 2016 Ausgaben von umgerechnet 8,18 Mrd. US-Dollar, dem standen Einnahmen von umgerechnet 7,39 Mrd. US-Dollar gegenüber. Daraus ergibt sich ein Haushaltsdefizit in Höhe von 1,1 % des BIP.

Die Staatsverschuldung betrug 2016 25,3 % des BIP.
2020 betrug der Anteil der Staatsausgaben (in % des BIP) folgender Bereiche:
- Gesundheit: 6,5 %
- Bildung: 3,1 % (2021)
- Militär: 0,4 % (2023)

## Infrastruktur

### Straßennetz
Zwei internationale Straßen verbinden Guatemala mit El Salvador und Mexiko. Die legendäre Panamericana durchquert das Land in einer Länge von 511 km von San Cristóbal Frontera über Guatemala-Stadt, Flores, Huehuetenango nach Malacatán. Sie folgt der Centroamericana CA-1. Die zweite, die Carretera del Pacifico, führt über Escuintla, Mazatenango, Coatepeque nach Tecún Umán. Die Carretera Interoceánica verbindet Puerto San José am Pazifik mit Puerto Barrios am Atlantik. Sie führt auch über Guatemala-Stadt. Von dieser Straße zweigt eine Verbindung nach Honduras ab, eine weitere erschließt Alta Verapaz und kurz vor Puerto Barrios führt eine neue Straße nach Flores in Petén. Alle wichtigen Departmentsstädte sind über asphaltierte Straßen verbunden. Insgesamt sind aber von dem 17.621 km (2016) langen Straßennetz nur 43 Prozent asphaltiert.
Im öffentlichen Transportsektor sind 98.000 Busse im Einsatz.

### Schienennetz
Die Transporte werden seit Oktober 2007 alle über das Straßensystem durch Lastwagen oder Busse abgewickelt, da in diesem Monat der letzte Zug zwischen Puerto Barrios am Karibischen Meer (Golf von Honduras) und Guatemala-Stadt (Nordbahn) fuhr.
Guatemala besaß einst ein Eisenbahnnetz mit der Spurweite von 914 mm in seiner größten Ausdehnung von 896 km. Neben der bereits erwähnten Strecke gehörten noch die Hauptlinien Guatemala-Stadt – Escuintla – Puerto San José, die Zentralbahn Santa Maria (bei Escuintla) – Mazatenango – Retalhuleu – Coatépeque – Ayutla (heute Tecún Umán) und Zacapa – Anguiatu (an der Grenze zu El Salvador) dazu. Weitere Nebenlinien waren Ocós – Ayutla, Champerico – Caballo Blanco (bei Retalhuleu), San Antonio – Palo Gordo (bei Mazatenango) und Mulua (bei Retalhuleu) – San Felipe. Anschluss an dieses Bahnnetz hatten noch die Bananenbahnen Bananera – Quirigua an der Nordbahn und Rio Bravo – Tiquisate – Izabal an der Zentralbahn (Karte).
Das Eisenbahnzeitalter begann in Guatemala 1877 mit dem Bau der Bahn von Puerto San José nach Escuintla. 1904 wurde die Guatemala Railroad gegründet, von der United Fruit Company initiiert. Diese trieb den Bau der oben genannten Bahnen voran, um die von der United Fruit Company in Guatemala erworbenen Ländereien zu erschließen. Die Gesellschaft ging 1912 in der International Railways of Central America auf. Die Bahngesellschaft gehörte jahrzehntelang zu einem hervorragend gemanagten Bahnsystem. Durch politische Weichenstellungen (einseitige Bevorzugung der Straße) begann allerdings in den 60er Jahren der Abstieg. 1968 übernahm der Staat die damals nahezu bankrotte Bahn. Die staatliche Ferrocarriles Guatemaltecos (FEGUA) übernahm den Betrieb. Zur Konsolidierung wurden die ersten Nebenlinien eingestellt. Trotzdem setzte sich die Abwärtsbewegung fort und im März 1996 wurde der Restverkehr eingestellt. Die US-amerikanische Railroad Development Corporation konnte eine Konzession erwerben, die 50 Jahre laufen sollte. Der Gesellschaft gelang es, die Strecke der Nordbahn von Puerto Barrios nach Guatemala-Stadt wieder in Betrieb zu nehmen. Allerdings scheiterten die Bemühungen um eine Wiederinbetriebnahme weiterer in der Konzession vorgesehener Strecken. Nach Streitigkeiten zwischen der Railroad Development Corporation und der Regierung folgte 2007 die oben erwähnte Einstellung des Betriebs (Karte). Innerhalb der Hauptstadt werden seit 2021 Teile des bestehenden Schienennetzes für ein Stadtbahn-System namens Metro Riel umgerüstet.
Es gab noch zwei weitere Bahnen in Guatemala, die 95 km lange Ferrocarril de Los Altos, gebaut in Normalspur, zwischen San Felipe und Quetzaltenango und die 45 km lange Ferrocarril de Verapaz, gebaut in Kapspur, zwischen Panzós und Panacajche. Die Ferrocarril de Los Altos wurde 1934 durch Unwetter zerstört, die Ferrocarril de Verapaz nach Ausbau der Straße in den 1960er Jahren eingestellt.

### Flugverkehr
Guatemala hat drei internationale Verkehrsflughäfen in Guatemala-Stadt (La Aurora), Flores (Mundo Maya) und Quetzaltenango. Diese drei Flughäfen wurden von 2005 bis 2007 im Rahmen eines nationalen Infrastrukturprogrammes umfassend modernisiert. Bei Puerto Barrios und Puerto San José befinden sich Flughäfen von regionaler Bedeutung. Daneben gibt es eine Reihe kleinerer Flugplätze für die Allgemeine Luftfahrt.
Von dem Plan, im südlichen Tiefland bei Escuintla einen neuen internationalen Verkehrsflughafen für die Hauptstadt zu bauen, hat man inzwischen aus finanziellen Erwägungen Abstand genommen. Stattdessen wurde Ende 2007 auf dem Flughafen von Guatemala-Stadt der erste Abschnitt des neuen Passagierterminals in Betrieb genommen. Der Flughafen der Hauptstadt ist für Großraumflugzeuge im Langstreckeneinsatz nur beschränkt nutzbar, da die relativ kurze Start- und Landebahn aus städtebaulichen und topografischen Gründen nicht verlängert werden kann.
Guatemala ist an der zentralamerikanischen Fluggesellschaft TACA beteiligt.

### Häfen
Guatemala hat zwei große Häfen, über die der größte Teil der Exporte abgewickelt wird, Puerto Santo Tomás am Atlantik in der Nähe von Puerto Barrios gelegen und Puerto Quetzal, der zu Puerto San José gehört, am Pazifik. Dazu kommt noch der kleine Pazifikhafen von Champerico, der für die Kaffeeanbaugebiete um Retalhuleu und San Felipe wichtig war und ist.

### Telekommunikation
Im Jahr 2022 nutzten 54,4 Prozent der Einwohner Guatemalas das Internet.

## Kultur

### Malerei
Vom europäischen Impressionismus und Expressionismus, u. a. auch von Pablo Picasso, ist das Werk von Carlos Valenti geprägt, dem eine Schaffensperiode von nur fünf bis sechs Jahren vergönnt war. Weit verbreitet ist seit den 1930er Jahren die Wandmalerei (muralismo), teils traditionell-„naiv“ wie in San Juan La Laguna, teils im Stil der mexikanischen Schule (Rina Lazo und Carlos Mérida), aber auch illusionistisch oder abstrakt (Luis Díaz).

### Förderung der Maya-Sprachen
- Guatemaltekische Akademie für Maya-Sprachen
- TV Maya

### Sport
Special Olympics Guatemala nahm mehrmals an Special Olympics Weltspielen teil.

### Dokumentarfilme
- Das kurze Leben des José Antonio Gutierrez
- Evolution der Gewalt, Dokumentarfilm, Österreich 2011, 77 Min., Buch/Regie: Fritz Ofner